# Métropole d'Hydra, Spétsès et Égine
La Métropole d'Hydra, Spétsès et Égine (en grec byzantin : Ιερά Μητρόπολις Ύδρας, Σπετσών και Αιγίνης) est un évêché de l'Église orthodoxe de Grèce. Son siège est dans la localité principale de l'île d'Hydra et elle étend son ressort à la fois sur le nord-est du Péloponnèse (Hermionide, Trézénie et presqu'île de Methana) et sur les îles avoisinantes (Hydra, Spetses, Poros, Égine et Angistri).

## La cathédrale
- C'est l'église de la Dormition de la Mère de Dieu à Chora d'Hydra.

## Les métropolites
- Ephraím (né Evángelos Stenákis à Kipséli sur l'île d'Égine en 1948) depuis 2001.
- Hiérothée (né Spyridon Tsadilis à Patras en 1920) de 1967 à 2001.

## Le territoire

### Hydra: 5 paroisses
- Chora : Dormition de la Mère de Dieu, Sainte-Barbara, Saint-Démétrios, Saint-Jean-Baptiste le Précurseur, Hypapante.

### Spétsès: 4 paroisses
- Chora : Saint-Antoine, Saint-Nicolas, Ascension du Christ, Saint-Jean-Baptiste le Précurseur.

### Égine: 11 paroisses
- Chora (3 paroisses) : Saint-Nicolas, Entrée de la Vierge au Temple, Dormition de la Mère de Dieu.
- Agia Marina (1 paroisse) : Sainte-Marina.
- Anitsaio (1 paroisse) : Dormition de la Mère de Dieu.
- Asomati (1 paroisse) : Taxiarques.
- Vathy (1 paroisse) : Saint-Jean-Baptiste le Précurseur.
- Kypséli d'Égine (1 paroisse) : Annonciation.
- Mésagros (1 paroisse) : Dormition de la Mère de Dieu.
- Pachiarachi (1 paroisse) : Saint-Denis.
- Perdika (1 paroisse) : Dormition de la Mère de Dieu.

### Angistri: 1 paroisse
- Source-Vivifiante.

### Poros: 3 paroisses
- Saint-Georges.
- Saints-Constantin et Hélène.
- Annonciation.

### Presqu'île de Méthana: 5 paroisses
- Chora : Sainte-Trinité.
- Kounoupitsa : Entrée de la Vierge au Temple.
- Kypséli de Méthana : Saint-Antoine.
- Loutra Paléa : Dormition de la Mère de Dieu.
- Mégalochorio : Hypapante du Christ.

### Trézénie: 6 paroisses
- Galatas : Saint-Nicolas et Sainte-Anne.
- Trézène : Saint-Jean Crysostome.
- Phanarion : Saint-Athanase et Saint-Charalampe.
- Taktikoupolis : Source-Vivifiante.

### Hermionide: 12 paroisses
- Didyma : Saint-Nicolas.
- Héliocastro : Saints apôtres.
- Hermioni : Dormition de la Mère de Dieu, Taxiarques.
- Thermissia : Annonciation.
- Kilada : Annonciation.
- Kranidi : Entrée de la Vierge au Temple, Transfiguration du Sauveur, Synaxe de la Mère de Dieu (26 décembre), Saint-Jean Baptiste.
- Portochélion : Annonciation.
- Phourni : Taxiarques.

## Les monastères

### Monastères d'hommes
- Monastère de la Source-vivifiante, à Kalavrias de Poros.
- Monastère du Prophète Élie à Hydra.
- Monastère de la Sainte-Trinité à Hydra.

### Monastères de femmes
- Monastère de la Nativité de la Mère de Dieu "Zourvas" à Hydra.
- Monastère Sainte-Eupraxie "Dokou" à Hydra.
- Monastère Sainte-Matrone d'Hydra.
- Monastère Saint-Nicolas d'Hydra.
- Monastère des saints Anargyres d'Hermioni.
- Monastère de la Dormition de la Mère de Dieu Chryssoléondissa à Égine.

### Skite de femmes
- Sainte-Trinité d'Égine fondé par saint Nectaire d'Égine, tombeau du saint archevêque de la Pentapole, pèlerinage très fréquenté.

## Les solennités locales
- La fête de saint Constantin d'Hydra le 14 novembre à Hydra.
- La fête des trois néomartyrs Stamace, Jean et Nicolas le 3 février à Spétsès.

## À visiter
Le musée liturgique installé dans le cloître de la cathédrale de la Dormition à Hydra.

## Les sources
- (el) Le site de la métropole : http://www.imhydra.gr/
- Diptyques de l'Église de Grèce, éditions Diaconie apostolique, Athènes (édition annuelle).